# 介護支援ボランティア制度
介護支援ボランティア制度（かいごしえんボランティアせいど）は、厚生労働省の認可を受けた有償ボランティア制度である。2007年5月に導入が決定され、同年9月より運用が開始された。

## 概要
同制度は、地方自治体が介護支援に関わるボランティア活動を行った高齢者（原則65歳以上）に対し、実績に応じて換金可能なポイントを付与する制度であり、介護保険料を実質的に軽減する制度である。介護保険法の規定に基づき、地域支援事業交付金を財源として導入された。制度の運営は、自治体が介護予防事業として行い、ボランティアの登録や手帳の交付、ポイントの管理・付与は、地域の社会福祉協議会などが行う。読売新聞は、この仕組みについて「その背景には、介護予防効果への期待だけでなく、地域の活性化や住民同士のつながりの強化を図り、高齢社会を乗り切る地域づくりにつなげたいとの思いがある」と解説している。

## 稲城市の取り組み
この制度を考案し、最初に採用した自治体は東京都稲城市である。同市は当初、東京都千代田区と共同で、介護保険料を減額する制度の創設を厚生労働省に提案・要望したが、「ボランティア活動に馴染まない対価的性格があり、本来意義が薄れる」、「保険料は所得に応じて決定されるもの。ボランティアに参加した者の保険料を参加しなかった者に負担させることになる」といった反対が相次いだため、これを断念。活動につき評価ポイントを付与する制度に変更し、2007年9月1日より「稲城市介護支援ボランティア制度」を開始した。2010年5月31日付の厚生労働省「第25回社会保障審議会介護保険部会議事録」によれば、同市では、「高齢者の保険料が月額で11.1円程度の抑制効果があった」（2008年度ベース）という。

## 実施自治体・制度の通称
同制度を導入した自治体は、2007年度時点では稲城市と千代田区の2団体であったが、毎年度増加傾向で推移している。実施自治体の増加に伴い、登録者数も2010年には1万人を超えた。
制度の通称は自治体によって異なり、「介護保険サポーター・ポイント制度」（東京都千代田区）、「元気応援ポイント事業」（東京都足立区）、「高齢者元気あとおし事業」（東京都豊島区）、「さがみはら・ふれあいハートポイント事業」（神奈川県相模原市）などさまざまである。